# Flavio Cobolli
Flavio Cobolli (Firenze, 6 maggio 2002) è un tennista italiano.
In singolare ha conquistato due titoli ATP su tre finali disputate, tra cui spicca l’ATP 500 di Amburgo 2025. Nelle prove del Grande Slam ha raggiunto i quarti di finale a Wimbledon nel 2025. Il suo migliore piazzamento nella classifica mondiale di singolare è il 17º posto raggiunto nel luglio 2025.

## Biografia
Nato a Firenze,  a un anno si è stabilito a Subiaco con la famiglia. Soprannominato Cobbo, è allenato dal padre Stefano, ex tennista. Una racchettina e una maglietta di Francesco Totti ricevute in regalo lo indirizzano prima verso il tennis, con cui comincia a cimentarsi dall'età di tre anni al Tennis Club Parioli, poi verso il calcio, dove arriva a giocare fino ai 13 anni nelle squadre giovanili della Roma nel ruolo di terzino sotto la supervisione di Bruno Conti. Opta definitivamente per il tennis per le maggiori emozioni che questa disciplina è in grado di trasmettergli rispetto al calcio. La sua base di allenamento è la Rome Tennis Academy e il suo tennista preferito è Novak Đoković. È grande amico del centrocampista della Roma Edoardo Bove e del pilota motociclistico Fabio Di Giannantonio.

## Carriera

### Juniores
Inizia a giocare nell'ITF Junior Circuit nel 2017 e ad aprile vince il primo titolo in un torneo di doppio di Grade 5. Nel 2018 prende parte alla Coppa Davis Junior insieme a Lorenzo Musetti e Luca Nardi. Durante il torneo vince sei degli otto incontri disputati, l'Italia giunge in semifinale e viene eliminata dalla Spagna di Carlos Alcaraz, che si aggiudicherà la manifestazione. Nel febbraio 2019 vince il suo unico titolo in singolare da juniores in un torneo di Grade 1 ecuadoriano. Perde la finale del doppio juniores al Roland Garros in coppia con Dominic Stricker, e nel torneo di singolare si spinge fino ai quarti di finale. Nel gennaio 2020 raggiunge l'8ª posizione nel ranking mondiale di categoria. Al suo ultimo impegno tra gli juniores, nell'ottobre 2020, vince il suo unico torneo di Grade A aggiudicandosi la prova di doppio al Roland Garros, nuovamente in coppia con Dominic Stricker. Chiude l'esperienza tra gli juniores con 9 titoli in doppio e 1 in singolare.

### 2017-2020, inizi da professionista
Fa le sue prime apparizioni tra i professionisti nel circuito ITF disputando in doppio un torneo ad Hammamet nel 2017 e altri due tornei tunisini nel 2018. Nel 2019 fa il suo esordio in singolare: a settembre disputa la prima finale ITF a Santa Margherita di Pula e viene sconfitto in due set. Quell'anno gioca il suo primo incontro in doppio nel circuito Challenger e viene eliminato al primo turno. Inizia a giocare con continuità tra i professionisti nella parte finale del 2020: ad agosto raggiunge le semifinali in doppio ai Challenger di Todi e di Trieste. A settembre fa la sua prima esperienza nel circuito maggiore partecipando alle qualificazioni degli Internazionali d'Italia e viene subito eliminato da Dominik Koepfer.

### 2021, primo titolo ITF in singolare e primo titolo Challenger in doppio
Nell'aprile 2021 alza il primo trofeo da professionista vincendo in singolare un torneo ITF M15 di Adalia. Il mese successivo gioca la sua prima finale Challenger, a Roma, e viene sconfitto al terzo set da Juan Manuel Cerúndolo. Tenta di nuovo le qualificazioni agli Internazionali d'Italia e si ritira durante il primo match con Alejandro Davidovich Fokina. Grazie a una wild-card esordisce nel circuito ATP a maggio al torneo ATP 250 di Parma. Al primo turno sconfigge il nº 82 del ranking mondiale Marcos Giron al tie-break del terzo set, e al secondo viene eliminato da Jan-Lennard Struff. Ad agosto gioca a Barletta la sua seconda finale Challenger e viene sconfitto da Giulio Zeppieri. Il 1º ottobre conquista il suo primo titolo Challenger nel torneo di doppio del Murcia Open, battendo in finale in coppia con Raul Brancaccio gli spagnoli Alberto Barroso Campos / Roberto Carballés Baena con il punteggio di 6–3, 7–6(4). A dicembre raggiunge la 203ª posizione nel ranking ATP di singolare, con un guadagno di 671 posizioni rispetto al piazzamento di inizio anno.

### 2022: primo titolo Challenger in singolare, top 200

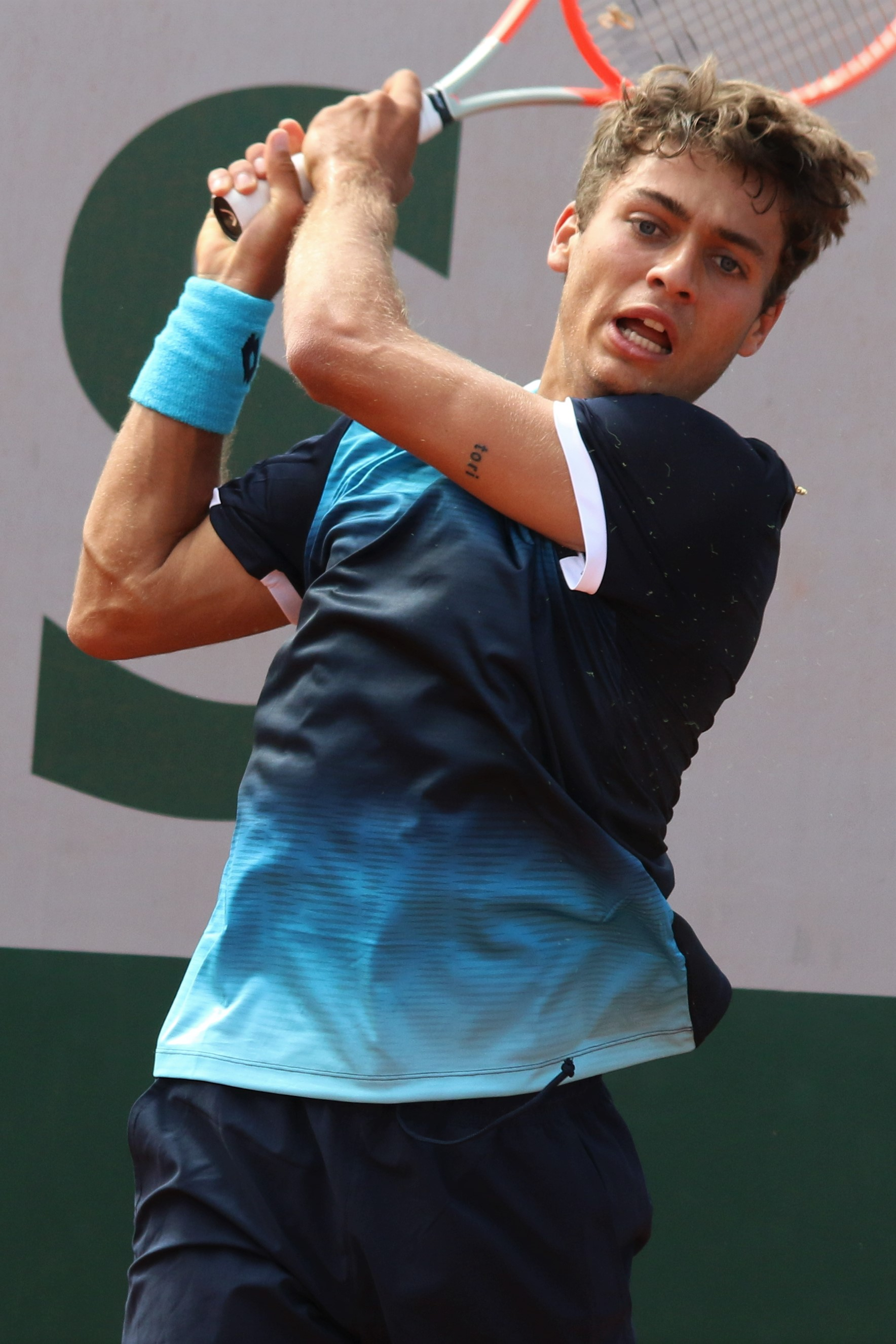
Flavio Cobolli alle qualificazioni del Roland Garros nel 2022.

Gioca per la prima volta le qualificazioni di uno Slam agli Australian Open, dove supera la wild-card Andrew Harris e Zdeněk Kolář, per poi arrendersi a Tomás Martín Etcheverry. Esce nelle qualificazioni anche al Rotterdam Open e a Marsiglia. Dopo la semifinale al Challenger di Roseto degli Abruzzi, vince il primo titolo Challenger in singolare sulla terra rossa di Zara battendo in finale in due set il polacco Daniel Michalski; con questo risultato raggiunge la posizione nº 145 nella classifica mondiale. Due settimane più tardi perde la finale di doppio al Sanremo Challenger.

### 2023: debutto Slam, primi quarti di finale ATP, 2º titolo Challenger e top 100
Eliminato al primo turno delle qualificazioni agli Australian Open da Mitchell Krueger, ad aprile supera le qualificazioni a Monaco di Baviera e raggiunge per la prima volta i quarti di finali nel circuito maggiore eliminando Jordan Thompson e Oscar Otte, prima di venire sconfitto da Christopher O'Connell. Esordisce agli Internazionali d'Italia dopo aver superato le qualificazioni, ed esce al primo turno contro Arthur Rinderknech. Supera le qualificazioni anche al Roland Garros ed esce di nuovo al turno di esordio, battuto dal nº 1 del mondo Carlos Alcaraz. Si qualifica anche al 250 di Umago e al primo turno del main draw elimina Marin Čilić prima di arrendersi a Matteo Arnaldi. Il 25 settembre sale al 122º posto del ranking ATP.
A ottobre vince il Challenger di Lisbona battendo in finale Benjamin Hassan in 2 set e, dopo la finale persa al Challenger di Olbia contro il francese Kyrian Jacquet, entra per la prima volta nella top 100 del ranking ATP, al 95º posto. Sconfitto in semifinale al Challenger di Danderyd da Maximilian Marterer, si qualifica per le Next Gen ATP Finals ed esce di scena nel round-robin con la sola vittoria contro Dominic Stricker e le sconfitte subite contro Luca Nardi e Arthur Fils.

### 2024: prima finale ATP, terzo turno agli Australian Open, esordio in Coppa Davis e top 30
Al terzo tentativo, supera le qualificazioni agli Australian Open e al suo debutto nel tabellone principale elimina in cinque set il nº 18 del mondo Nicolás Jarry, vincendo il suo primo incontro in un torneo del Grande Slam, supera poi Kotov e al terzo turno viene battuto dal nº 10 del mondo Alex de Minaur. Al primo turno di Montpellier elimina in rimonta Monfils, raggiunge i quarti con il successo su Lestienne e viene sconfitto da Ćorić. A Delray Beach supera Tarō Daniel e Svajda, prima di arrendersi a Tiafoe. Supera le qualificazioni ad Acapulco e al primo turno elimina Auger-Aliassime, per poi cedere in due set a Stefanos Tsitsipas. A Miami entra per la prima volta per diritto di classifica nel tabellone principale di un Masters 1000 e supera al primo turno Nishioka, vincendo il suo primo incontro in questa categoria.
A Marrakech si ferma negli ottavi di finale contro Kotov. Sconfitto al turno di esordio al 500 di Barcellona da Nadal, a Madrid supera Tabilo e Jarry e raggiunge per la prima volta il terzo turno di un torneo Masters 1000, e viene sconfitto da Karen Chačanov. Continua l'ascesa in classifica con il secondo turno agli Internazionali d'Italia e soprattutto disputando la sua prima semifinale ATP al Geneva Open, persa al tie-break del set decisivo da Casper Ruud dopo aver eliminato Ben Shelton. Raggiunge per la prima volta il secondo turno al Roland Garros e viene eliminato al tie break del quinto set da Holger Rune; a fine torneo sale alla 50ª posizione mondiale. A Stoccarda e ad Halle disputa i suoi primi tornei in carriera su erba e perde in entrambi al primo turno. A Eastbourne vince il suo primo incontro ATP su erba battendo Rinderknech e nei quarti di finale viene eliminato da Billy Harris. Non supera il secondo turno a Wimbledon.
Ad Amburgo e Umago esce agli ottavi di finale; nonostante l'ascesa alla 48ª posizione del ranking, non viene convocato per i Giochi Olimpici, unico top 50 assente dalla manifestazione. Nell'ATP 500 di Washington raggiunge la sua prima finale ATP in carriera con la vittoria in semifinale su Shelton e si arrende in tre set a Sebastian Korda; a fine torneo porta il miglior ranking alla 31ª posizione. A settembre viene convocato per la fase a gruppi di Coppa Davis, esordisce con una sconfitta per mano del belga Zizou Bergs e batte Tallon Griekspoor, conquistando il punto decisivo nella vittoria dell'Italia sui Paesi Bassi. All'ATP 500 di Pechino viene eliminato da Medvedev al quarti di finale e sale alla 30ª posizione mondiale. Non va oltre il terzo turno allo Shanghai Masters e il secondo al Vienna Open. Non prende parte alla fase a eliminazione diretta nelle Finals di Coppa Davis, che vedono l'Italia confermare il titolo vinto l'anno prima.

### 2025: 2 titoli ATP, quarti di finale a Wimbledon, finale alla Hopman Cup e top 20
Agli Australian Open è testa di serie nº 32 e viene sconfitto al primo turno da Tomás Martín Etcheverry. Esce di scena al primo turno anche ai successivi Open Sud de France, Rotterdam Open, Abierto Mexicano de Tenis e Indian Wells Open. Ottiene la prima vittoria del 2025 al Challenger 175 dell'Arizona Tennis Classic. Con la sconfitta al primo turno anche al Miami Open perde alcune posizioni in classifica. Ad aprile vince il primo titolo ATP in carriera al Romanian Open battendo in finale Sebastián Báez con il punteggio di 6-4, 6-4. Si mette in luce al Madrid Open con la vittoria sul nº 9 del mondo Holger Rune, primo top 10 sconfitto in carriera, ed esce di scena al terzo turno. Il 24 maggio conquista il suo primo titolo ATP 500 all’Hamburg European Open battendo Andrej Rublëv in finale con il punteggio di 6-2, 6-4, risultato con cui porta il miglior ranking al 26º posto mondiale.
Al Roland Garros elimina Marin Cilic e Matteo Arnaldi e cede al terzo turno al nº 3 del seeding Zverev. Sconfitto di nuovo da Zverev nei quarti dell'Halle Open, entra a Wimbledon come testa di serie n° 22 e con la vittoria al terzo turno sulla testa di serie nº 15 Menšík accede per la prima volta alla seconda settimana di uno Slam. Negli ottavi elimina ancora Cilic per poi arrendersi al nº 6 Novak Đoković in 4 set; a fine torneo sale alla 19ª posizione mondiale. Insieme a Lucia Bronzetti porta l'Italia alla prima finale della Hopman Cup contro il Canada, nella quale perdono l'incontro decisivo in doppio misto contro Bianca Andreescu/Félix Auger-Aliassime. Con il terzo turno raggiunto al Washington Open sale al 17° posto mondiale.
A Toronto perde negli ottavi di finale contro il vincitore del torneo Ben Shelton al tie-break decisivo, dopo essere stato in vantaggio per 5-3 nel terzo set. Esce invece al turno di esordio al Cincinnati Open.

## Statistiche

### Vittorie (2)
| Legenda              |
| Grande Slam (0)      |
| ATP Finals (0)       |
| ATP Masters 1000 (0) |
| ATP Tour 500 (1)     |
| ATP Tour 250 (1)     |

| N. | Data           | Torneo                  | Superficie  | Avversario in finale | Punteggio |
| 1. | 6 aprile 2025  | Romanian Open, Bucarest | Terra rossa | Sebastian Baez       | 6–4, 6–4  |
| 2. | 24 maggio 2025 | Hamburg Open, Amburgo   | Terra rossa | Andrej Rublëv        | 6–2, 6–4  |

### Finali perse (1)
| Legenda              |
| Grande Slam (0)      |
| ATP Finals (0)       |
| ATP Masters 1000 (0) |
| ATP Tour 500 (1)     |
| ATP Tour 250 (0)     |

| N. | Data          | Torneo                      | Superficie | Avversario in finale | Punteggio     |
| 1. | 4 agosto 2024 | Washington Open, Washington | Cemento    | Sebastian Korda      | 6–4, 2–6, 0–6 |

### Tornei minori

#### Singolare

##### Vittorie (3)
| Legenda tornei minori     |
| Challenger (2)            |
| ITF World Tennis Tour (1) |

| N. | Data           | Torneo                     | Superficie  | Avversario in finale   | Punteggio     |
| 1. | 11 aprile 2021 | M15 Antalya, Adalia        | Terra rossa | Dragoș Nicolae Mădăraș | 0–6, 6–3, 6–3 |
| 2. | 27 marzo 2022  | Zadar Open, Zara           | Terra rossa | Daniel Michalski       | 6–4, 6–2      |
| 3. | 8 ottobre 2023 | Lisboa Belém Open, Lisbona | Terra rossa | Benjamin Hassan        | 7–5, 7–5      |

##### Sconfitte (4)
| Legenda tornei minori     |
| Challenger (3)            |
| ITF World Tennis Tour (1) |

| N. | Data              | Torneo                                                 | Superficie  | Avversari in finale   | Punteggio     |
| 1. | 29 settembre 2019 | M25 Santa Margherita di Pula, Santa Margherita di Pula | Terra rossa | Nerman Fatić          | 2–6, 2–6      |
| 2. | 2 maggio 2021     | Garden Open II, Roma                                   | Terra rossa | Juan Manuel Cerúndolo | 2–6, 6–3, 3–6 |
| 3. | 29 agosto 2021    | Open Barletta, Barletta                                | Terra rossa | Giulio Zeppieri       | 1–6, 6–3, 3–6 |
| 4. | 22 ottobre 2023   | Olbia Challenger, Olbia                                | Cemento     | Kyrian Jacquet        | 3–6, 4–6      |

#### Doppio

##### Vittorie (2)
| Legenda tornei minori     |
| Challenger (2)            |
| ITF World Tennis Tour (0) |

| N. | Data            | Torneo                  | Superficie  | Compagno          | Avversari in finale                            | Punteggio        |
| 1. | 1º ottobre 2021 | Murcia Open, Murcia     | Terra rossa | Raul Brancaccio   | Alberto Barroso Campos Roberto Carballés Baena | 6–3, 7–6(4)      |
| 2. | 8 aprile 2023   | Open Barletta, Barletta | Terra rossa | Jacopo Berrettini | Zdeněk Kolář Denys Molčanov                    | 1–6, 7–5, [10–6] |

##### Sconfitte (1)
| Legenda tornei minori     |
| Challenger (1)            |
| ITF World Tennis Tour (0) |

| N. | Data          | Torneo                      | Superficie  | Compagno       | Avversari in finale                   | Punteggio        |
| 1. | 9 aprile 2022 | Sanremo Challenger, Sanremo | Terra rossa | Matteo Gigante | Alexandre Müller Geoffrey Blancaneaux | 6–4, 3–6, [9–11] |

### Grande Slam Juniores

#### Doppio

##### Vittorie (1)
| Anno | Torneo        | Superficie  | Compagno         | Avversari                      | Punteggio |
| ---- | ------------- | ----------- | ---------------- | ------------------------------ | --------- |
| 2020 | Roland Garros | Terra rossa | Dominic Stricker | Bruno Oliveira Natan Rodrigues | 6–2, 6–4  |

##### Sconfitte in finale (1)
| Anno | Torneo        | Superficie  | Compagno         | Avversari                                           | Punteggio   |
| ---- | ------------- | ----------- | ---------------- | --------------------------------------------------- | ----------- |
| 2019 | Roland Garros | Terra rossa | Dominic Stricker | Matheus Pucinelli de Almeida Thiago Agustín Tirante | 6(3)–7, 4–6 |

## Testa a testa con altri giocatori

### Vittorie contro giocatori top 10
| Anno     | 2024 | 2025 | Totale |
| -------- | ---- | ---- | ------ |
| Vittorie | 0    | 1    | 1      |

| Anno | N. | Avversario  | Rank | Torneo              | Superficie  | Turno | Punteggio |
| 2025 | 1. | Holger Rune | 9    | Madrid Open, Madrid | Terra rossa | 2T    | 6–2, rit. |